# Limo

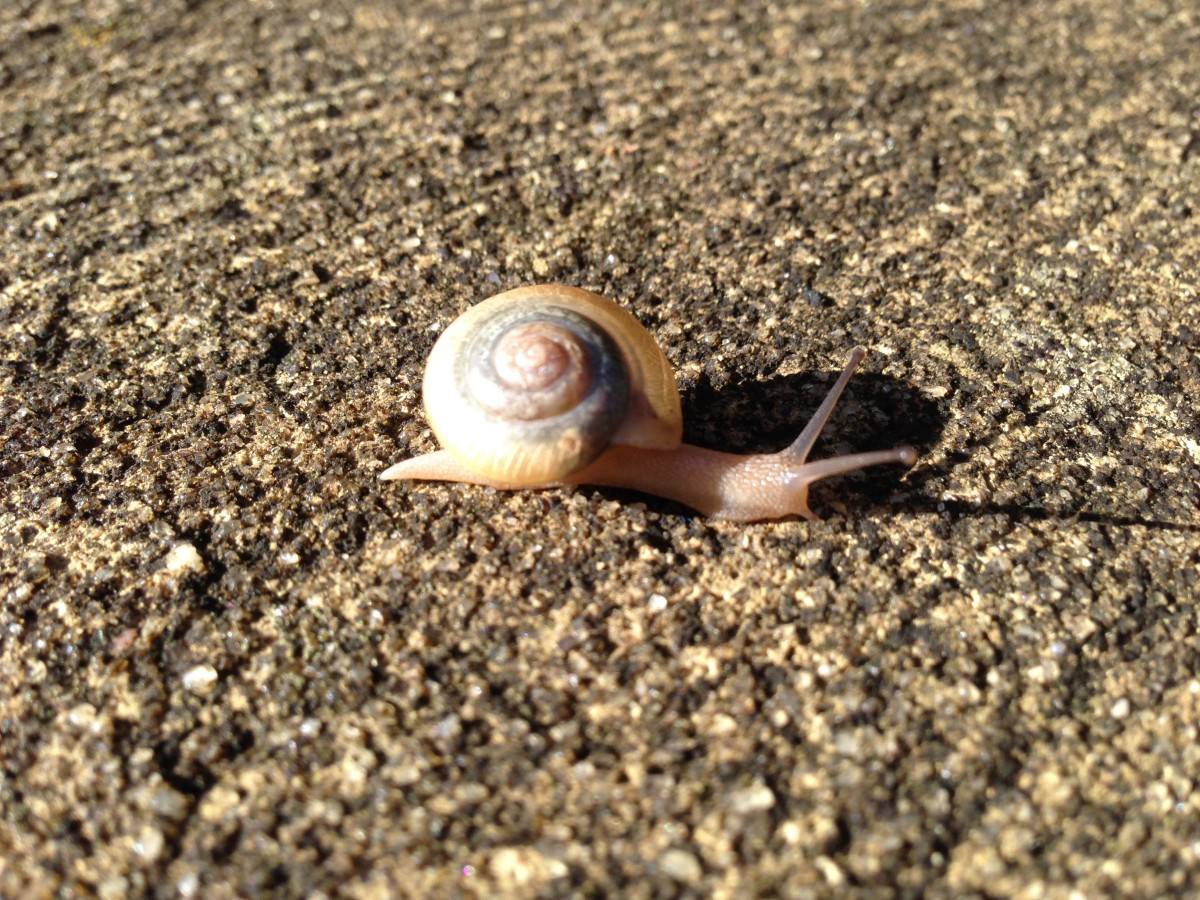
Caracol sobre suelo limoso

El limo, cieno o légamo es un sedimento clástico incoherente transportado en suspensión por los ríos y por el viento, que se deposita en el lecho de los cursos de agua o sobre los terrenos que han sido inundados. Para que se clasifique como tal, el diámetro de las partículas de limo debe encontrarse entre 0,0039 mm y 0,0625 mm.
Es típico el limo depositado por el río Nilo en los territorios anejos a éste después de las inundaciones que aportaban terreno fértil para la agricultura, que se aprovechaba ya desde el Egipto antiguo, hasta que este flujo fue interrumpido por la construcción de la presa de Asuán en el siglo xx.
Al no tener cohesión, es un terreno problemático para edificar sobre él, y en obras de arquitectura o ingeniería,  es necesario adoptar sistemas especiales de cimentación.
- Limo orgánico o légamo: barro, lodo, restos vegetales.
- Limo inorgánico: con inclusión de polvo de rocas. En este tipo se encuentra el loess pampeano: limo fino sin estratificación.

## Granulometría
Dentro de la clasificación granulométrica de las partículas del suelo, los limos ocupan el siguiente lugar en el escalafón:
| Partícula      | Tamaño           |
| -------------- | ---------------- |
| Arcillas       | < 0,0039 mm      |
| Limos          | 0,0039-0,0625 mm |
| Arenas         | 0,0625-2 mm      |
| Gravas         | 2-64 mm          |
| Cantos rodados | 64-256 mm        |
| Bloques        | >256 mm          |